# Albacete
Albacete város Spanyolországban, Albacete tartományban. Lakosainak száma 174 137 fő (2024).

## Fekvése
Albacete Barrax, La Gineta, La Herrera, Madrigueras, Peñas de San Pedro, Pozo Cañada, Pozohondo, Pozuelo, La Roda, Tarazona de la Mancha, Tobarra, Motilleja, Mahora, Valdeganga, Chinchilla de Monte-Aragón és Hellín községekkel határos.

## Sportélete
A város legnevezetesebb labdarúgócsapata az Albacete Balompié, amely a spanyol első osztályban is szerepelt. Otthonuk a Carlos Belmonte Stadion.

## Testvértelepülések
- Vienne
- Posadas
- Bir Gandus
- Houndé
- La Lisa
- Udine
- Reconquista
- Nancsang
- Neath Port Talbot
- San Carlos

## Népesség
A település lakosságának változását az alábbi diagram mutatja:
| Lakosok száma | 149 507 | 156 466 | 161 508 | 169 716 | 171 390 | 172 487 | 172 426 | 173 329 | 172 722 | 174 137 |
|               | 2001    | 2004    | 2006    | 2009    | 2011    | 2014    | 2016    | 2019    | 2021    | 2024    |